# Rivière Magalloway ouest
 (mars 2015).
Si vous disposez d'ouvrages ou d'articles de référence ou si vous connaissez des sites web de qualité traitant du thème abordé ici, merci de compléter l'article en donnant les références utiles à sa vérifiabilité et en les liant à la section « Notes et références ».
La rivière Magalloway ouest est une rivière dans le nord-ouest du Maine et dans le nord du New Hampshire aux États-Unis. C'est un affluent de la rivière Magalloway.

## Géographie
La rivière prend sa source dans le coin nord-est de Pittsburg (New Hampshire), à la sortie de l’étang Boundary (Boundary pond) dont la rive ouest effleure la frontière canado-américaine à 1 km au sud du Mont D'Urban. La rivière coule ensuite dans une direction sud-est dans le comté de Coös, entrant dans le Maine après 3 km. La rivière traverse une vallée large et marécageuse appelée Moose Bog, est rejointe par la troisième branche est, puis se joint à la deuxième branche est de la rivière Magalloway. La jonction de la branche ouest et la deuxième branche est forme le début de la rivière Magalloway.

## Étymologie
L'origine du nom Magalloway n'est pas clairement défini et son origine Autochtones soulève des doutes.